# ЗИС-Э134
ЗИС-Э134 — многоцелевой четырёхосный (8×8) опытный автомобиль сверхвысокой проходимости, не вышедший в серийное производство по причине изменения требований заказчика — военного ведомства. С учётом этих требований, на основе ЗИС-Э134 был создан более мощный колёсный транспортёр — ЗИЛ-134.

## Предпосылки создания
В начале 1950-х годов перед Министерством обороны СССР встаёт проблема транспортирования военных грузов и огневых средств по грунтам с низкой несущей способностью: с одной стороны, гусеничные транспортно-тяговые машины обладали хорошей проходимостью в этих условиях, но с другой, из-за низкого ресурса ходовой части и относительно невысоких скоростей движения на дорогах с твёрдым покрытием, они, безусловно, уступали транспортным колёсным автомобилям при эксплуатации в обычных условиях.
Для решения этой проблемы постановлением Совета Министров от 25 июня 1954 года № 1258—563 на московском (ЗИЛ) и минском (МАЗ) автозаводах были созданы специальные конструкторские бюро (СКБ), перед которыми была поставлена задача создания многоцелевого четырёхосного (8×8) армейского автомобиля сверхвысокой проходимости грузоподъёмностью 5-6 тонн с грузовой платформой для боевого расчёта или другого военного снаряжения.

## Конструкторские решения
В конструкции ЗИС-Э134 были использованы оригинальные технические решения, ранее не встречавшиеся на отечественных полноприводных автомобилях.
Так, для оптимального распределения весовых нагрузок на колеса и возможности преодоления крупных препятствий ведущие мосты были расположенным равномерно, на расстоянии 1500 мм один от другого. Четырёхосная схема вызвала необходимость сделать управляемыми колёса двух первых осей.
В схему рулевого управления ввели гидроусилитель руля, а колодочные тормоза приводились в действие пневматической системой, в которую компрессор подавал сжатый воздух.
Коренное изменение головки блока цилиндров позволило увеличить мощность двигателя, наличие гидротрансформатора позволяло в момент трогания автомобиля увеличить крутящий момент, передаваемый двигателем на колёса в 4 раза. Встроенный в его корпус реверс давал возможность по-переменно включать передний и задний ход, давая водителю возможность с помощью раскачки выбираться из ям, воронок от снарядов и прочих неровностей местности.
Также в конструкции ЗИС-Э134 применялись самоблокирующиеся дифференциалы, которые распределяли крутящий момент автоматически и пропорционально способности ведущих колес создавать тяговое усилие в зависимости от условий сцепления с грунтом.
Пятиступенчатая коробка передач была смещена к задней стенке кабины и водитель управлял ею с помощью сильно изогнутого наклонённого вперед рычага. Крутящий момент от двухступенчатой раздаточной коробки с обеими понижающими передачами посредством карданных валов передавался к передней и задней коробкам отбора мощности, прифланцованным ко второму и четвертому мостам соответственно. Наличие коробок отбора мощности обеспечивало передачу тягового усилия к первой и третьей осям.
На втором образце, ЗИС-Э134 Макет № 2, был установлен водомёт от танка ПТ-76 с поворотной насадкой, служащей и для движения, и для управления.
Важнейшим достижением тех лет явилась разработка в сотрудничестве с Научно-исследовательским институтом шинной промышленности (НИИ ШП) 8-слойных шин диаметром более 1200 мм с системой централизованного регулирования давления воздуха в шинах через полуоси и ступицу колеса, герметичность подводки к вращающейся полуоси обеспечивалась манжетами. Новые шины прекрасно поглощали встречающиеся неровности и подвеска автомобиля почти не принимала участие в выполнении своих прямых функций, что многократно повысило надежность узла и впоследствии нашло применение на всех отечественных внедорожниках.

## Технические характеристики
| Снаряжённая масса, т                  | — 7,0   |
| Грузоподъемность, т                   | — 3,0   |
| Полная масса, т                       | — 10,0  |
| Дорожный просвет, мм                  | — 370,0 |
| Радиус поворота, м                    | — 10,5  |
| Максимальная скорость по шоссе, км/ч  | — 65,0  |
| Максимальная скорость по грунту, км/ч | — 35,0  |
| Максимальная мощность, л.с.           | — 130,0 |
| Преодолеваемые препятствия:           |         |
| траншея                               | — 1,5 м |
| вертикальная стенка                   | — 0,6 м |
| подъем                                | — 35°   |
| боковой крен                          | — 25°   |
| брод                                  | — 1,0 м |